# Templo en U de Infantas
Templo en U de Infantas o Templo en U de Pro, fue un yacimiento arqueológico ubicado entre los distritos de Los Olivos y Comas, en la ciudad de Lima, capital del Perú. El Templo en U de Infantas estaba compuesto por 20 montículos, destruidos en la mayoría por la construcción de la urbanización Río Santa, El Olivar, Santa Luisa y el asentamiento humano Los Rosales de Pro, desde la década del 1990 de las cuales actualmente solo existen la Huaca Infantas I y II.
El sitio arqueológico fue contemporáneo a la cultura Chavín y tendría una antigüedad de 1.000 años a. C.

## Composición del Templo
- Una pirámide principal con 5 montículos alrededor.
- Un brazo izquierdo con 2 montículos principales y 6 menores.
- Y un brazo derecho con 8 montículos.

## Descripción de los montículos
En el año 2005 hubo un proyecto del reconocimiento del estado actual de los sitios arqueológicos de Los Olivos, sobre los montículos del templo en U se describe lo siguiente; mencionado a algunos sitios con la identificación PLO-SA:

### Infantas I
Elevación de un gran volumen de tierra como un montículo piramidal, no presenta muros ni construcciones visibles. Tiene 38 metros de largo, 90 de ancho y entre 15 y 20 de altura. En la cima hay algunos adobes muy gastados. En la cima se puede observar restos de cerámica y huesos por lo que fue utilizado como cementerio

### Infantas II
Es un pequeño montículo de baja altura con recintos de tapia, según las fotografía se 1945 el sitio era más extenso y tenía forma cuadrangular.

### PLO-SA24
Montículos pequeños al este de Infantas I, actualmente sobre ellos esta la carretera Panamericana Norte.

### PLO-SA25
Montículo grande ubicado al noroeste de Infantas II, actualmente sobre el montículo esta la carretera Panamericana Norte.

### PLO-SA26
Montículo grande ubicado al este de Infantas II, actualmente hay casas sobre el montículo.